# Bezzegszülők
A Bezzegszülők (eredeti cím: Breeders) 2020-tól vetített amerikai–brit vígjáték televíziós sorozat, amelyet Martin Freeman, Chris Addison és Simon Blackwell alkotott. Producere Toby Welch. A főszerepekben Martin Freeman és Daisy Haggard láthatók. A sorozat az FXP, az Avalon Television és a Sky Original Productions gyártásában készült, forgalmazója a 20th Television.
Amerikában 2020. március 2-tól volt látható az FX -en, az Egyesült Királyságban 2020. március 12-én mutatta be a Sky One. Magyarországon 2020. március 3-án mutatta be az HBO. A sorozat a negyedik, utolsó évaddal 2023 szeptemberében fejeződött be. Hazánkban az HBO Max mellett a Disney+ streamingszolgáltató kínálatában is megtalálható.
A sorozat egy fekete humorral is dolgozó szituációs komédia, amely két szülő gyereknevelési nehézségeit mutatja be, és részben Freeman szülői tapasztalatán alapul.

## Szereplők

### Főszereplők
- Martin Freeman mint Paul Worsley (magyar hangja Görög László), az apa. Egy irodában dolgozik, ahol ő a legrégebbi munkavállaló. Törődő és védelmező attitűdje ellenére dühkezelési problémái vannak, főként két gyermeke miatt, amelyet dohányzással vagy pótcselekvésekkel vezet le.
- Daisy Haggard mint Ally Grant (magyar hangja Bertalan Ágnes), az anya. A történet kezdetén egy hangmérnöki stúdiónak dolgozik, amelynek később egyik vezetője is lesz.

### Mellékszereplők
- George Wakeman (főszerepben az 1. évadban, vendég a 2-3. évadban) Alex Eastwood (a 2-3. évad) és Oscar Kennedy (4. évad) mint Luke, Paul és Ally fia (magyar hangja Kelemen Noel)
- Jayda Eyles (főszerepben az 1. évadban, vendég a 2-3. évadban) Eve Prenelle (2-3. évad) és Zoë Athena (4. évad) mint Ava, Paul és Ally lánya (magyar hangja Boldog Emese)
- Joanna Bacon mint Jackie, Paul anyja (magyar hangja Halász Aranka)
- Alun Armstrong mint Jim, Paul apja (magyar hangja Forgács Gábor)
- Stella Gonet mint Leah, Ally anyja (magyar hangja Menszátor Magdolna)
- Patrick Baladi mint Darren, Paul és Ally barátja (magyar hangja Szokol Péter)
- Michael McKean mint Michael (1. évad), Ally apja (magyar hangja Barbinek Péter)

### Visszatérő karakterek
- Tim Steed mint Carl, a család szomszédja
- Hugh Quarshie mint Alex (2. évadtól), Leah új férje
- Jordan A. Nash mint Jacob (2. évadtól), Alex fia, Luke barátja
- Aliyah Sesay (2-3. évad) és Ruby Fubara (4. évad) mint Grace, Ava barátja
- Sally Phillips mint Gabby (3. évad), Leah szomszédja
- Andi Osho mint Susie (3-4. évad)
- Deepica Stephen mint Maya (4. évad), Luke barátnője
- Jessie Williams mint Holly (4. évad) (magyar hangja Laudon Andrea)

### Magyar változat
A szinkront az SDI Media Hungary készítette.
- Főcím: Endrédi Máté
- Magyar szöveg: Szojka László
- Hangmérnök: Salgai Róbert
- Vágó: Wünsch Attila
- Gyártásvezető: Újréti Zsuzsa
- Szinkronrendező: Dobay Brigitta
- Produkciós vezető: Felföldi Anna

## Gyártás
2018. március 7-én az Avalon Television bejelentette,hogy egy komédiasorozatot készít Martin Freemannel közösen. A BBC és az FX működött közre, hasonlóan, mint a Tabu című sorozatnál. A pilot epizód már a bejelentés évében elkészült. 2018. október 14-én az FX és a Sky One tíz fél órás epizódot rendelt be, ami 2020-ban debütált. 2020. január 20-án az FX bejelentette, hogy a sorozat premierje 2020 március 2-án lesz. 2020. május 18-án a sorozatot megújították egy második évadra.
Martin Freeman mellett Daisy Haggard és Michael Gambon is csatlakozott a szereplőgárdához. 2019 áprilisában Gambon elhagyta a sorozatot, mivel memóriavesztési problémák miatt nehezen tudta volna megjegyezni a szövegeit.

## Epizódok
| Évad | Évad | Epizód | Eredeti sugárzás  | Eredeti sugárzás     | Eredeti adó         | Magyar sugárzás      | Magyar sugárzás  | Magyar adó |
| Évad | Évad | Epizód | Évadpremier       | Évadfinálé           | Eredeti adó         | Évadpremier          | Évadfinálé       | Magyar adó |
| ---- | ---- | ------ | ----------------- | -------------------- | ------------------- | -------------------- | ---------------- | ---------- |
|      | 1    | 10     | 2020. március 2.  | 2020. április 27.    |                     | 2020. március 3.     | 2020. április 28 |            |
|      | 2    | 10     | 2021. március 22. | 2021. május 17,      | 2021. június 7.     | 2021. augusztus 9.   |                  |            |
|      | 3    | 10     | 2022. május 9.    | 2022. július 11.     | 2022. szeptember 5. | 2022. november 7.    |                  |            |
|      | 4    | 10     | 2023. július 31.  | 2023. szeptember 25. | 2023. szeptember 2. | 2023. szeptember 30. |                  |            |

### Első évad (2020)
| Sor. | Év. | Cím                               | Rendező       | Író                          | Premier                             | Nézettség |
| --- | --- | --------------------------------- | ------------- | ---------------------------- | ----------------------------------- | --------- |
| 1. | 1.  | Virrasztás (No Sleep)             | Chris Addison | Simon Blackwell              | 2020. március 2. 2020. március 3.   | 328 ezer  |
| A gyerekek nem alszanak, pedig Paul és Ally azt hiszik, ezen az életszakaszon már túlvannak. Paul egész éjjel a saját dühével küzd, és azzal, hogy a gyerekei képtelenek elaludni. Amikor két, az utcán ordítozó részeggel közli, hogy kinyírja őket, amiért nem hagyják őket aludni, majd végső kétségbeesésében kocsikázni viszi a gyerekeket, szomszédjuk elmondása alapján Ally azt hiszi, hogy őket akarja megölni. |     |                                   |               |                              |                                     |           |
| 2. | 2.  | Orbáncfű (No Places)              | Ben Palmer    | Simon Blackwell              | 2020. március 2. 2020. március 3.   | 212 ezer  |
| Luke szülői értekezlete után egy kis feszültség alakul ki amiatt, hogy Avának hová kellene majd iskolába járnia. Felbukkan Michael, Ally rég nem látott, szabad szellemű apja, és felforgatja a család életét. |     |                                   |               |                              |                                     |           |
| 3. | 3.  | Tilos a baleset (No Accident)     | Ben Palmer    | Simon Blackwell              | 2020. március 9. 2020. március 10.  | 179 ezer  |
| Ally igyekszik hozzászokni Michael folyamatos jelenlétéhez, Paul pedig, akit nemrég meggyanúsítottak azzal, hogy szándékosan bántotta az anyját, felteszi magának a kérdést, hogy a fia gyakori baleseteinek nem-e ő az oka. Ügyetlenkedéseivel magára vonja a gyámügy figyelmét, akik bejelentik, hogy kiszállnak hozzájuk, a szülők pedig igyekeznek a legjobb arcukat mutatni.                                        |     |                                   |               |                              |                                     |           |
| 4. | 4.  | Hazug disznó (No Lies)            | Ben Palmer    | Barunka O'Shaughnessy        | 2020. március 16. 2020. március 17. | 243 ezer  |
| Michael lubickol új apai és nagyapai szerepében, de Paul és Ally nem tudják olyan könnyen megszokni a jelenlétét, mint a gyerekek. Luke bizonyítékot keres arra, hogy a Mikulás nem létezik, és közben megtalál egy régi fotóalbumot, amiből kiderül, hogy Ally már volt egyszer férjnél. Az információ kisebb galibát okoz a család életében, főleg amikor felmerül, hogy Paul-lal miért is nem házasok.                |     |                                   |               |                              |                                     |           |
| 5. | 5.  | Az ipswichi vonat (No Dad)        | Ben Palmer    | Oriane Messina & Fay Rusling | 2020. március 23. 2020. március 24. | 188 ezer  |
| Paul és Ally boldogok, hogy Csíra, a család futóegere végre megdöglött, de a veszteséget nehezebb elmagyarázni a gyerekeknek, mint hitték. Michael épp egy új egeret készül venni nekik, ám egy autó halálra gázolja. A gyász feldolgozása kibillenti a családot az egyensúlyából. |     |                                   |               |                              |                                     |           |
| 6. | 6.  | Ne moccanj, ne szólj (No Talking) | Chris Addison | Jamie Brittain               | 2020. március 30. 2020. március 31. | 298 ezer  |
| Michael halála után a család Darrenhez megy vidékre. Paul igyekszik támogatni Allyt azzal, hogy ő foglalkozik a gyerekekkel. Darren a munkájába temetkezik, de egyik sem segít Allynak abban, hogy méltóképpen búcsúzzon el az apjától. Végül a hamvait útközben, egy vonat ablakából szórja szét. |     |                                   |               |                              |                                     |           |
| 7. | 7.  | Vészhelyzeti zsiráf (No Exit)     | Chris Addison | Jamie Brittain               | 2020. április 6. 2020. április 7.   | 249 ezer  |
| Luke feladata, hogy elvigye az osztály mackóját, Lennyt egy izgalmas helyre az iskolai szünetben. Lenny volt már Olaszországban, Peruban, és ki tudja még, hol, de Paul arra sem képes, hogy a családját és a szerencsétlen medvét eljuttassa a parkba. |     |                                   |               |                              |                                     |           |
| 8. | 8.  | Se köpni, se rúgni (No Honeymoon) | Chris Addison | Oriane Messina & Fay Rusling | 2020. április 13. 2020. április 14. | 144 ezer  |
| Paul próbál a közelgő esküvőjére koncentrálni, de ebben folyton megakadályozza a családja. Ally a munkájával van elfoglalva, Luke nem tud viselkedni az iskolában, Leah pedig nem érti, hogy egyáltalán minek akarnak összeházasodni. |     |                                   |               |                              |                                     |           |
| 9. | 9.  | A tehén súlya (No Cure Part 1)    | Chris Addison | Simon Blackwell              | 2020. április 20. 2020. április 21. | 278 ezer  |
| A család élete a feje tetejére áll, mert Ally a hétköznapokat Berlinben tölti, a hétvégéket Londonban. Paul, Luke és Ava igyekszik nélküle boldogulni, de a gyerekek már megint nem alszanak, és ez megviseli Pault. Luke váratlanul súlyos beteg lesz és kórházba kerül. |     |                                   |               |                              |                                     |           |
| 10. | 10. | Bowdie az égből (No Cure Part 2)  | Chris Addison | Simon Blackwell              | 2020. április 27. 2020. április 28. | 252 ezer  |
| Luke állapota romlik, és egy speciális gyermekosztályra kerül. Ahogy Paul, Ally és a szüleik kétségbeesetten várják, hogy valami kiderüljön, a stressz és a félelem éket ver a családtagok közé. |     |                                   |               |                              |                                     |           |

### Második évad (2021)
| Sor. | Év. | Cím                                           | Rendező       | Író                                   | Premier                            | Nézettség |
| --- | --- | --------------------------------------------- | ------------- | ------------------------------------- | ---------------------------------- | --------- |
| 11. | 1.  | Nem adjuk fel (No Surrender)                  | Ben Palmer    | Simon Blackwell                       | 2021. március 22. 2021. június 7.  | 364 ezer  |
| A gyerekek gyorsan nőnek: Ava már tízéves, Luke mindjárt tizenhárom. Egyre önállóbak, és ez felveti a kérdést, hogy Paul és Ally nevelési módszerei még mindig működőképesek-e. Avát túlféltik, Luke-ban pedig nem bíznak meg. |     |                                               |               |                                       |                                    |           |
| 12. | 2.  | Nem félünk (No Fear)                          | Ben Palmer    | Oriane Messina & Fay Rusling          | 2021. március 22. 2021. június 14. | 256 ezer  |
| Luke szorongása otthon és az iskolában is egyre nyilvánvalóbb, a diagnózis szerint pánikbetegségtől szenved. Allynek eközben azzal kell megküzdenie, hogy az anyját kirabolták. |     |                                               |               |                                       |                                    |           |
| 13. | 3.  | Nem kapcsolódunk (No Connection)              | Ben Palmer    | Jamie Brittain                        | 2021. március 29. 2021. június 21. | 195 ezer  |
| Paul aggódik, hogy kulturálisan széttagolt családja elvesztett egy létfontosságú kapcsolatot. A dzsentrifikáció érzékenyen érinti Jimet és Jackie-t, mert utolsó régi szomszédaik is elköltöznek és helyükre diplomás fiatalok költöznek. |     |                                               |               |                                       |                                    |           |
| 14. | 4.  | Nem hiszünk (No Faith)                        | Ben Palmer    | Rebecca Callard                       | 2021. április 5. 2021. június 28.  | 206 ezer  |
| Amikor egy váratlan haláleset rázza meg a Worsley család idősebb tagjait, Avának nehezére esik eltitkolnia Paul elől, hogy érdeklődik a vallás iránt, Allynek pedignehezére esik elrejtenie a valódi érzéseit Luke elől. |     |                                               |               |                                       |                                    |           |
| 15. | 5.  | Nem szülünk (No Baby)                         | Ben Palmer    | Jamie Brittain, Barunka O'Shaughnessy | 2021. április 12. 2021. július 5.  | 160 ezer  |
| Ally úgy hiszi, hogy terhes, ám hamarosan kiderül, hogy nem így van, sőt változókorba lépett, ami megviseli. Luke bánja, hogy hazudott a szorongásával kapcsolatosan, és kiderül, hogy igazából nincs egy barátja sem. |     |                                               |               |                                       |                                    |           |
| 16. | 6.  | Nem döntünk (No Choice)                       | Ollie Parsons | Fay Rusling                           | 2021. április 19. 2021. július 12. | 156 ezer  |
| Jim és Jackie izgatottak, mert lehet, hogy a tengerpartra költöznek, és saját meglepetésére Paul is izgatott emiatt. Ally borzasztóan stresszes a klimax miatti szorongása és a saját tervezett költözésük miatt, de Paul láthatóan nem akarja meghallgatni. Egy óvatlan pillanatban megcsókol egy másik férfit, és amikor ezt közli Paullal, dühös lesz.                                                                                          |     |                                               |               |                                       |                                    |           |
| 17. | 7.  | Nem ússzuk meg (No Excuses)                   | Ollie Parsons | Rebecca Callard                       | 2021. április 26. 2021. július 19. | 226 ezer  |
| Paul nem hajlandó beszélni a problémáikról, hanem helyette éjszakába nyúlóan autózik a városban. Mindeközben Luke is egyre rosszabbul van és iskolába se hajlandó járni. Paul végül úgy dönt, kibékül Allyvel. |     |                                               |               |                                       |                                    |           |
| 18. | 8.  | Nem barátkozunk (No Friends)                  | Ollie Parsons | Simon Blackwell                       | 2021. május 3. 2021. július 26.    | 247 ezer  |
| Paul és Ally közt még mindig nagy a távolság – Ally úgy érzi, hogy kettejük között elveszett a barátság. Ha ez nem lenne elég, Paul újra találkozgatni kezd egy régi barátjával, akinek a lánya Ava társas kapcsolataira is rossz hatással van. Jim és Jackie kénytelen elköltözni és ennek során kidobálni rengeteg régi holmit. Luke bemutatja a családjának első igazi barátját, Jacobot.                                                       |     |                                               |               |                                       |                                    |           |
| 19. | 9.  | Nem parancsolunk (1. rész) (No Power Part I)  | Ollie Parsons | Simon Blackwell                       | 2021. május 10. 2021. augusztus 2. | 181 ezer  |
| A család Jim és Jackie aranylakodalmára készül, amire Paul egy kis kivetítéssel készül. Az ünnepség napján áramszünet van, ráadásul előző este Luke használta Paul laptopját, így az teljesen le van merülve. Mikor Paul ezzel szembesül, durván ráripakodik a fiára, aki elmenekül otthonról, és a buli az utána való keresgélésbe torkollik. Paul megtalálja őt, Luke pedig megüti és közli vele, hogy a szorongása az ő dühkitörései miatt van. |     |                                               |               |                                       |                                    |           |
| 20. | 10. | Nem parancsolunk (2. rész) (No Power Part II) | Ollie Parsons | Simon Blackwell                       | 2021. május 17. 2021. augusztus 9. | 139 ezer  |
| Leah és Alex esküvőjére készül a család, Paul és Luke közt továbbra is feszült a viszony, a fiú nem hajlandó hazajönni a szülői házba, amíg az apja is ott van. Az esküvő során próbálnak egymással beszélni, sikertelenül. Mivel más megoldást nem lát, Paul elismeri, hogy dühkezelési gondjai vannak, és addig, amíg a helyzet meg nem oldódik, Leah üresen maradt házába költözik.                                                             |     |                                               |               |                                       |                                    |           |

### Harmadik évad (2022)
| Sor. | Év. | Cím                                      | Rendező       | Író                         | Premier                              | Nézettség |
| --- | --- | ---------------------------------------- | ------------- | --------------------------- | ------------------------------------ | --------- |
| 21. | 1.  | Rögös az út hazafelé (No Direction Home) | Chris Addison | Simon Blackwell             | 2022. május 9. 2022. szeptember 5.   | 120 ezer  |
| Miután Paulnak el kellett költöznie otthonról, mert Luke képtelen megférni vele egy fedél alatt, az egész családnak meg kell birkóznia az új helyzettel. |     |                                          |               |                             |                                      |           |
| 22. | 2.  | Gondtalanság (No Worries)                | Chris Addison | Simon Blackwell             | 2022. május 9. 2022. szeptember 12.  | 70 ezer   |
| A család életére egyre jobban rányomja a bélyegét a különélés. Paul egyre lazábban veszi a dolgokat és még moziba is elmegy az anyjának a csinos szomszédasszonyával, Gabbyval. Eközben Ally küszködik a helytállással a munkában, és a két gyerekével sem felhőtlen a viszonya. Végül Paul hazaköltözhet, miután kibékül Luke-kal.       |     |                                          |               |                             |                                      |           |
| 23. | 3.  | Kényelmetlenség (No Comfort)             | Chris Addison | Rose Heiney                 | 2022. május 16. 2022. szeptember 19. | 155 ezer  |
| Leah és Alex visszatérnek a nászútjukról, Paul pedig csúnyán meghúzza a hátát. Elviselhetetlen fájdalmaira elkezdi szedni Leah fájdalomcsillapítóit, viszont Luke-kal szorosabbra fűződik a viszonya. Ally és Ava kapcsolata eközben zátonyra fut.                                                                                        |     |                                          |               |                             |                                      |           |
| 24. | 4.  | Senki (No Body)                          | Chris Addison | Rebecca Callard             | 2022. május 23. 2022. szeptember 26. | 168 ezer  |
| Paul és Ally azzal küzdenek, hogy szembe kell nézniük a korukkal. |     |                                          |               |                             |                                      |           |
| 25. | 5.  | Senki nem képes rá (No Can Do)           | Chris Addison | Simon Blackwell             | 2022. május 30. 2022. október 3.     | 189 ezer  |
| A család Ava születésnapjának megünneplésére készül, ezalatt Ally megpróbálja megmenteni a csőd szélén táncoló cégüket, de Paul is egyre nagyobb élvezetet lel a munkájában. |     |                                          |               |                             |                                      |           |
| 26. | 6.  | Műsor nélkül (No Show)                   | Ollie Parsons | Oriane Messina, Fay Rusling | 2022. június 6. 2022. október 10.    | 189 ezer  |
| Paul feladatba kapja, hogy faragja le a költségeket a munkahelyén. Ally megpróbál koncertjegyet intézni a lányának, hogy bevágódjon nála, de sajnos azok rossz időpontra szólnak, ezért megszégyenül. |     |                                          |               |                             |                                      |           |
| 27. | 7.  | Csak nyugalom (No Pressure)              | Ollie Parsons | Taylor Glenn                | 2022. június 13. 2022. október 17.   | 107 ezer  |
| Luke és Jacob kibékülnek egymással, ahogy Paul és Ally is. Paul dühe azonban Ava ellen fordul, aki szándékosan elrontja a vizsgáját, csak hogy barátnője mellett maradhasson. |     |                                          |               |                             |                                      |           |
| 28. | 8.  | Nincs visszaút (No Way Back)             | Ollie Parsons | Simon Blackwell             | 2022. június 20. 2022. október 24.   | 158 ezer  |
| Paul elviszi magával a szüleit egy napra, ám a vidéki túra tragikus fordulatokat vesz, amikor kiderül, hogy Jackie rájött arra, hogy Jimnek viszonya volt évekkel korábban. Paul próbálja kibékíteni szüleit, részsikerrel, de Jackie így is bejelenti, hogy elköltözik és el is akar válni.                                              |     |                                          |               |                             |                                      |           |
| 29. | 9.  | Elég (1. rész) (No More Part One)        | Ollie Parsons | Simon Blackwell             | 2022. június 27. 2022. október 31.   | 172 ezer  |
| Jackie beköltözik Paulhoz és Allyhez, tovább szítva a levegőben egyébként is meglévő feszültséget. Egy buli alkalmával Paul és Ally közt végül kitörnek a felszín alatt elfojtott indulatok. Luke-ék zenekarába beveszik Jacob korábbi barátnőjét, ami dilemma elé állítja a fiút. Jim részegen beveszi az összes gyógyszerét és ráiszik. |     |                                          |               |                             |                                      |           |
| 30. | 10. | Elég (2. rész) (No More Part Two)        | Ollie Parsons | Simon Blackwell             | 2022. július 4. 2022. november 7.    | 87 ezer   |
| Jim kórházba kerül, Ava szerint öngyilkossági kísérlete volt. Ezalatt Paul és Ally nem találnak rá megfelelő lehetőséget, hogy megbeszéljék egymás közt a problémáikat, és felmerül a lehetősége annak, hogy talán el kellene válniuk. |     |                                          |               |                             |                                      |           |

### Negyedik évad (2023)
| Sor. | Év. | Cím                                             | Rendező       | Író                      | Premier                                   | Nézettség |
| --- | --- | ----------------------------------------------- | ------------- | ------------------------ | ----------------------------------------- | --------- |
| 31. | 1.  | Karácsony (Noël)                                | Chris Addison | Simon Blackwell          | 2023. július 31. 2023. szeptember 2.      | 174 ezer  |
| Öt év telt el az előző évad eseményei óta. Paul és Ally bár nem váltak el, de a szakítás küszöbén állnak. Darren újra elveszi feleségül a nejét, Karent, az esküvő pedig őket is közelebb hozza egymáshoz. Karácsonykor együtt a család Pauléknál, ahol kiderül, hogy Leah válni akar, aki el is szólja magát, hogy a vacsorakor akarja bejelenteni Luke, hogy a barátnőjéhez, Mayához költözik. Ám amit Luke bejelent, az ennél is döbbenetesebb: gyermeket várnak. |     |                                                 |               |                          |                                           |           |
| 32. | 2.  | Nincs más választás (No Alternative)            | Chris Addison | Simon Blackwell          | 2023. július 31. 2023. szeptember 2.      | 71 ezer   |
| Paul és Ally teljesen ki vannak akadva a terhesség hírétől, ahogy Maya szülei is. Mindazonáltal mindenki támogatólag lép fel, Paul és Ally pedig mindennek ellenére nem szeretnének kimaradni semmiből. Ava kétségbeesik, hogy ezek után végképp nem fog vele senki törődni a családból. Meglátogatja nagyszüleit és őszintén beszél érzéseiről. Újév után aztán, amikor ő is jelen lehet az ultrahangos vizsgálatnál, elérzékenyül. |     |                                                 |               |                          |                                           |           |
| 33. | 3.  | Kortalanul (No Age)                             | Chris Addison | Gabby Best & Rose Heiney | 2023. augusztus 7. 2023. szeptember 9.    | 138 ezer  |
| Ally 50 éves lesz, Jim pedig 80. Miközben meglátogatja nagyszüleit, Ava megismerkedik Hollyval, az idősek fodrászával, és első látásra vonzódni kezd hozzá. Allyt feszélyezi a kora, Jimet pedig a fotózás, amin részt kell vennie. Paul autót akar vásárolni Luke-éknak, Luke azonban pánikrohamot kap az előtte álló felelősség miatt. |     |                                                 |               |                          |                                           |           |
| 34. | 4.  | Nincs vacsora (No Dinner)                       | Chris Addison | Daniel Cullen            | 2023. augusztus 14. 2023. szeptember 9.   | 99 ezer   |
| Paul és Ally egy romantikus vacsorára készülnének, ám minden ellenük szól. Először Ava coming outol és közli, hogy Holly átjön hozzájuk vacsorára, majd Darren és aktuális barátnője jelennek meg (mert mint kiderül, aznapra beszélték meg), majd Susie, végül Luke, aki egy részeg haverját akarja otthagyni a szüleinél, aki összeverekszik a szomszéd Carl-lal, így teljes lesz a káosz. Mindennek a tetejébe Holly lemondja a vacsorát, ami elszomorítja Avát. Végül Luke lesz az, aki megvigasztalja a húgát. |     |                                                 |               |                          |                                           |           |
| 35. | 5.  | Nincs megbánás (No Regrets)                     | Chris Addison | Simon Blackwell          | 2023. augusztus 21. 2023. szeptember 16.  | 105 ezer  |
| Ava bemutatja Hollyt Grace-nek, de rosszul esik neki, hogy ők ketten olyan jól kijönnek egymással az ő társaságában is. Hogy rendes állása legyen, Paul elintéz egyet Luke-nak annál a cégnél, ahol ő is dolgozik. Luke megfigyeli, hogy az apja mennyivel boldogabb, mint otthon. Romló egészségi állapotuk miatt Paul azt javasolja, hogy szülei költözzenek be egy idősotthonhoz tartozó apartmanlakásba. Bár ellenkeznek mindketten, Jackie elesést színlel, hogy törődött állapotára hivatkozva mégis elköltözhessenek. Luke-ot behívja interjúra a Manchesteri Egyetem, apja pedig elkíséri. Miközben Ava sikertelenül próbálja megvallani Hollynak, hogy szereti, Luke újabb ajánlatot kap. |     |                                                 |               |                          |                                           |           |
| 36. | 6.  | Nincs seggfejkedés (No Arseholes)               | Ollie Parsons | Rebecca Callard          | 2023. augusztus 28. 2023. szeptember 16.  | 122 ezer  |
| Ally úgy gondolja, meg kéne hívnia a régi barátnőit, akikkel együtt szült, és akikkel évek óta nem tartja a kapcsolatot. Le akarja őket nyűgözni, mert úgy véli, minden baráti körben van egy "seggfej", és ő nem akar az lenni. Hamar kiderül, hogy a kapcsolat azért szűnt meg köztük, mert egyszer találkoztak Paul-lal, aki trágár kifejezéseket használt a gyerekeik előtt, ők viszont továbbra is barátok maradtak. Ally megvédi Pault és azt is elmondja nekik, hogy nagyszülő lesz. |     |                                                 |               |                          |                                           |           |
| 37. | 7.  | Nincsenek gyerekek (No Kids)                    | Ollie Parsons | Taylor Glenn             | 2023. szeptember 4. 2023. szeptember 23.  | 151 ezer  |
| Paul és Ally elmennek egy nyaralásra, amit már jóval korábban lefoglaltak, csak azzal nem számoltak, hogy eddigre se Luke, se Ava nem tud velük jönni. Kárpótlásként megkapják a szállodától az elnöki lakosztályt, majd különféle kalandokba keverednek, és egy pár is hozzájuk csapódik, akikről azt feltételezik, hogy édesnégyest akarnak velük. Luke elviszi magával egy sétára Mayát, ahol bevallja neki, hogy bár felvették a Manchesteri Egyetemre, ő visszautasította azt, hogy több időt töltsön a családjával. Maya ettől teljesen kiakad, és a vitájuk hevében elfolyik a magzatvize. |     |                                                 |               |                          |                                           |           |
| 38. | 8.  | Az irányítás elvesztése (No Control)            | Ollie Parsons | Sonya Kelly              | 2023. szeptember 11. 2023. szeptember 23. | 104 ezer  |
| Ava Grace-szel készül moziba menni, ám kiderül, hogy ugyanazt a filmet már látta Hollyval, és nem is tetszett neki. Kiderül, hogy Grace jobban ismeri a barátnőjét Hollynál. Luke pánikba esve érkezik haza, miközben az egész család a kórházi váróban találkozik. Paul és Ally repülővel tartanak hazafelé, miközben semmit nem tudnak az eseményekről, mert a viselkedésük miatt elkobozzák a telefonjaikat. Időközben megszületik a kis Jay, Maya pedig szülési komplikációk miatt az intenzív osztályra kerül, ami miatt Luke magát vádolja. Szerencsére mindketten jobban lesznek, de Luke-ra még vár két beszélgetés is a nagyapák részéről. Hogy segítsen neki megmutatni, mivel jár az apai felelősség, Paul megtanítja a fiát, hogyan etesse cumisüvegből Jayt. |     |                                                 |               |                          |                                           |           |
| 39. | 9.  | Bármi áron (1. rész) (No Matter What: Part One) | Ollie Parsons | Simon Blackwell          | 2023. szeptember 18. 2023. szeptember 30. | 105 ezer  |
| Christine temetésén Jackie a sírgödör szélén jelképesen beolvas a nőnek, majd közli Jimmel, hogy bár ő meghalt, ami köztük történt, azt nem fogja sose megbocsátani. Nem sokkal ezután a demencia korai tüneteit kezdi el produkálni, de nem hajlandó kivizsgáltatni magát, mert a diagnózis rémisztő lenne számára. Luke minden áldott héten többórás buszos utakat vállal be, csak hogy egyszerre lehessen a családjával és végezhesse az egyetemet. Ráadásul Jay rendkívül nyűgös gyerek és alig alszik. Emiatt évet akar halasztani az egyetemen, ha pedig nem engedik meg, akkor ott akarja hagyni az egészet. Paul megmozgatja a kapcsolati hálóját, hogy a fia halaszthasson. Holly egy másik városban kezd el dolgozni, Ava pedig elbizonytalanodik, hogy érez-e iránta valamit. |     |                                                 |               |                          |                                           |           |
| 40. | 10. | Bármi áron (2. rész) (No Matter What: Part Two) | Ollie Parsons | Simon Blackwell          | 2023. szeptember 25. 2023. szeptember 30. | 87 ezer   |
| Ally dühös, amiért Paul az ő megkérdezése nélkül érte el, hogy Luke évet halaszthasson. Ava egyre inkább úgy érzi, hogy nem Holly az igazi. Jim közli a fiával, hogy Jackie állapota tovább romlott, viszont nem akar orvoshoz menni, ezért azt kéri Paultól, hogy bár soha az életben nem végzett semmilyen házimunkát, szeretné megtanulni, hogy elláthassa feleségét. Luke-ék saját lakásba költöznének, és a két szülőpárnak is be kell szállnia ennek finanszírozásába. Egy nagy névadó buli keretében újra összegyűlik a család. Paul és Ally belátják, hogy most, hogy újabb szerepbe kerültek, megint nem jut egymásra idejük. Ava végül közli Grace-szel, hogy őt szereti. Jay egyfolytában sír, emiatt Luke ráripakodik (pontosan úgy, mint ahogy Paul tette vele a sorozat legelső részében). Paul vigasztalja meg őt, egyben felajánlja, hogy a pihenésük érdekében átvállalják az unokára vigyázást éjszakánként. |     |                                                 |               |                          |                                           |           |